# Васильєв Сергій Терентійович
Сергі́й Теренті́йович Васи́льєв (рос. Сергей Терентьевич Васильев; * 1897, село Павлиш, нині смт Онуфріївського району Кіровоградської області — † 24 квітня 1944, Городенка, нині Івано-Франківської області) — генерал-майор інтендантської служби.

## Біографічні відомості
Сергій Васильєв народився 1897 року в селі Павлиш (нині селище міського типу Онуфріївського району Кіровоградської області).
Учасник Другої світової війни. Був начальником тилу 38-ї армії Першого Українського фронту.
Загинув 24 квітня 1944 року в місті Городенка (нині районний центр Івано-Франківської області). Обставини загибелі генерала такі. Командир 38-ї армії Кирило Москаленко завжди вибирав для штабу якесь непримітне село — подалі від великих доріг. Проте цього разу, усупереч правилу, штаб розмістили в місті Городенка. Противник виявив штаб, упродовж 20 хвилин безперервно бомбив його.
Начальник політвідділу армії генерал Давид Ортенберг згадував: «Уранці (26 квітня) ми хоронили в братській могилі своїх бойових товаришів. Загинув начальник тилу армії генерал С. Т. Васильєв. Цілу ніч разом з його сином-офіцером ми шукали генерала і тільки вранці знайшли його труп. Виявилося, що поруч зі щілиною, де він перечікував бомбування, розірвалася великої потужності бомба — і так його задавило, що довелося перекопати весь двір. Командарм дуже переживав цю втрату: „Проявили безпечність… Недооцінили ворога“».
Поховано Васильєва 26 квітня 1944 року в Кам'янці-Подільському в сквері, який згодом було названо його іменем.
У Кам'янці-Подільському іменем Васильєва також названо вулицю в мікрорайоні Жовтневий. Назву вулиці надано 17 травня 1979 року у зв'язку з проектуванням другої черги мікрорайону.
Також іменем Васильєва названо одну з вулицю в місті Сокиряни Чернівецької області.